# 水戸の梅大使

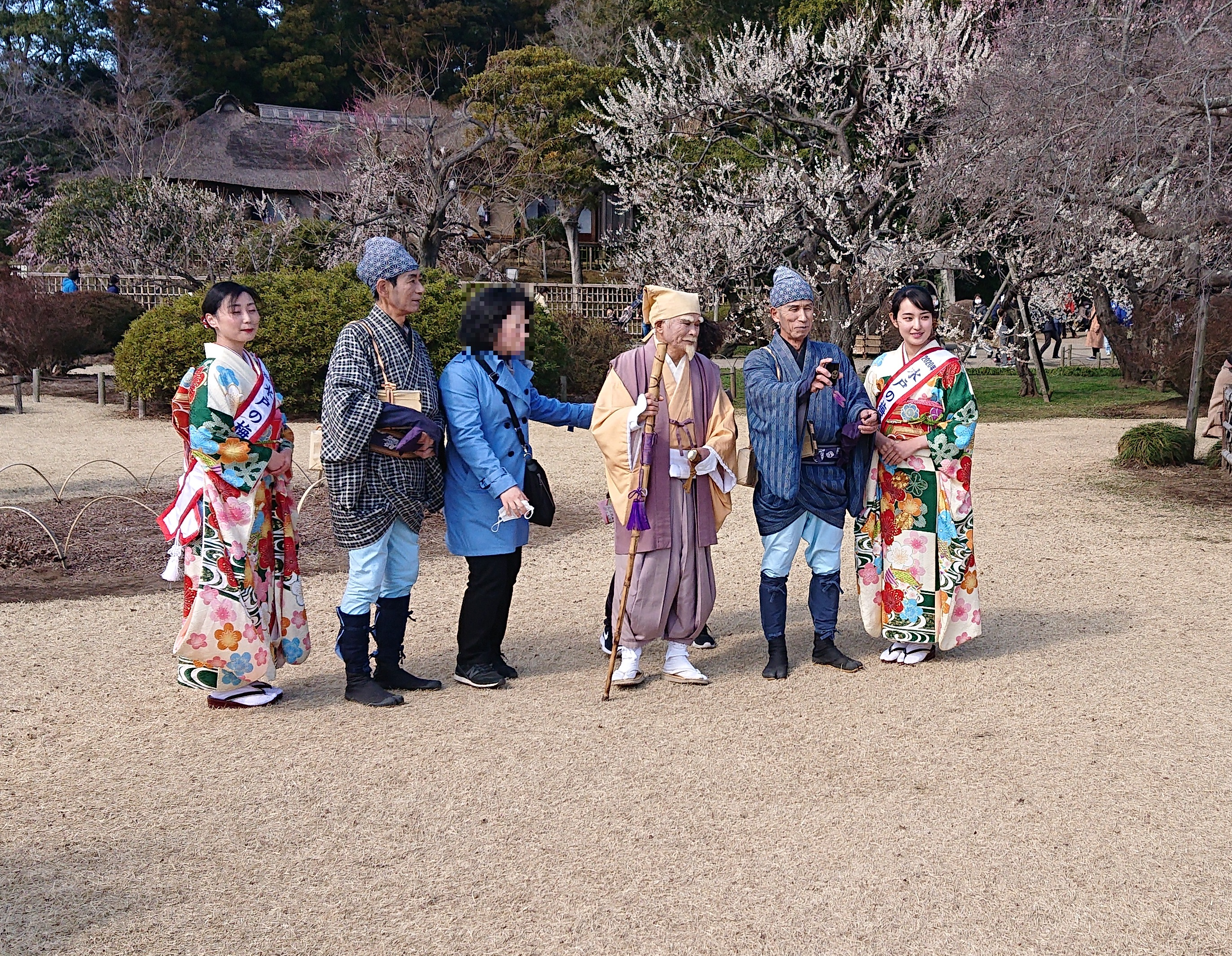
水戸黄門・助さん・格さんの両脇に控える水戸の梅大使（2020年）

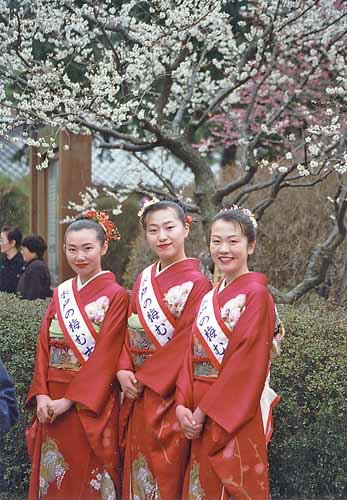
水戸の梅大使の前身・水戸の梅むすめのメンバー (偕楽園の梅祭り、35代目)

水戸の梅大使（みとのうめたいし）は、茨城県水戸市の観光PRスタッフ。
茨城県を代表する観光大使、キャンペーンクルー的存在で、毎年公募で10名が選ばれる。

## 歴史
1896年、上野－水戸間の鉄道開通を機に、観梅列車が運行され、水戸の梅まつりが茨城県を代表する催しとしてはじまった。
1963年から、観光推進のため、水戸市観光土産品協会初代会長の中山繁雄の発案により、梅まつりPRのため選出されることになった。当時は水戸の梅むすめという名称だった。
新世紀を迎えた2001年、男女雇用機会均等法改正や男女共同参画社会基本法の施行をうけ、「梅むすめ」から「梅大使」へ名称が変更された。男性でも応募可能であるが、現在まで梅大使に男性がなったことはない。
2001年の初代水戸の梅大使は、水戸の梅むすめから数えて第39代目である。

## 任期
1年間。当年の1月 - 12月。前年の10月に審査会（非公開）が開かれ、12月に研修（5日間）を受ける。

## 歴代の梅大使（梅むすめ）
| 代     | 年     | メンバー（<>括弧内は当年以前のメンバー歴）                                                                            | 応募者数 |
| ------ | ------ | --- | -------- |
| 33代目 | 1995年 | 齋藤美樹・岩渕理恵・大川真紀・雨谷美佳子・鈴木里美 磯崎幹子 他4名                                                     |          |
| 44代目 | 2006年 | 中田倫子・有津佳子・河野美保子・茨城洋子・沼田淳子 柏木恵梨菜・大澤幸子・酒井育美・松浦真紀・佐川純子                 |          |
| 45代目 | 2007年 | 渡邉美保・石田優子・助川奈緒・小野智恵・佐々木美香 金成瞳・田村美緒・益子典子・仲田有華・上田佳織                     |          |
| 46代目 | 2008年 | 中村可南子・小野麻紀子・鶴見智美・今美穂・五位渕優子 會澤智子・君島紀子・軽部織江・萱場尚子・古市沙百合               |          |
| 47代目 | 2009年 | 前島祥子・蓑毛さやか・大図千晶・植木久華・古橋恵里 渡辺絵美子・木村美穂・立原典子・鶴田沙綾・篠原真紀                 |          |
| 48代目 | 2010年 | 関根知世・菊池真登香・庄司夏美・小泉知穂・野口久美子 川崎綾・川澄香奈恵・坂部浩子・坂本めぐみ・斎藤奈美               |          |
| 49代目 | 2011年 | 池田祥子・沢畠尚美・皆川美里・初沢春美・丸山美奈実 加藤優実・伊川和歌奈・植田真未・丹野沙也香・井上奈保               |          |
| 50代目 | 2012年 | 池田祥子<11年>・沢畠尚美<11年>・皆川美里<11年> 和賀千秋・鈴木絢子・草野亜弥・後藤かおり・川上真紀・飯塚沙織・藤田美喜 | 126名    |
| 51代目 | 2013年 | 田辺真理・藤澤理恵・山本千尋・沢畑順子・高岡亜弥乃 箕輪友美・倉持恵理・小峰華子・岩間莉沙・長谷川和奏                 | 82名     |
| 52代目 | 2014年 | 羽石理沙子・桑名彩香・吉原あゆみ・鈴木真理恵・伊藤文恵 箕輪萌香・青山美穂・高橋実子・伊藤麻利奈・伊王野求美           | 106名    |
| 53代目 | 2015年 | 鬼沢千尋・鈴木智美・武田かおり・上山梯子・大和田菜々 浦井彩加・竹内冴加・白土由梨・高橋祐里・三村陽美                 | 94名     |
| 54代目 | 2016年 | 秋葉智世・益子歩美・岩竹由佳莉・奥寺幸恵・石川藍 小野瀬咲子・佐々木新子・伊勢ひかる・尾崎万里子・森田早貴             | 72名     |
| 55代目 | 2017年 | 鈴木綾香・助川奈々・山本薫子・室積麻生・小倉愛里 鈴木さやか・鈴木瀬奈・高村彩乃・萩原真帆・梅田朋奈                   | 72名     |
| 56代目 | 2018年 | 山城理香・横川可菜恵・杉原莉紗・加藤汀沙・米川緩 宮内優衣・新谷絢香・小野茉穂・東ヶ崎美咲・杉山恵里佳                 |          |
| 57代目 | 2019年 | 山城佑香・川崎美佳・飯塚たまき・渡辺莉沙・石川夕菜 照山百菜・鬼沢美賀子・高根沢咲耶・犬塚真桜・浅倉千夏               |          |
| 58代目 | 2020年 | 米田吏伽・佐藤夏帆・池田実鈴・菊地晴菜・金澤紀香 根本真美・幡和奏・山本朝未・海野早椰香・関萌緑                       |          |
| 59代目 | 2021年 | 米田吏伽・佐藤夏帆・池田実鈴・金澤紀香・根本真美 幡和奏・海野早椰香（全員<20年>）                                     | 募集なし |
| 60代目 | 2022年 | 長嶋栄里奈・髙槌七海・塩澤理沙・岩上りな・飯村未来・田澤こころ                                                        |          |

## 歴代の衣裳
1月～3月末の水戸の梅まつり終了まで「振袖」での勤務が主である。
屋外勤務の汚れ等を考慮してか、薄い色地の振袖は過去20年ほど採用されず、帯も黒系の地に金銀が多い。振袖・帯ともに梅大使の特注品で、必ず「梅」があしらわれている。
- 2001年度 「赤」 袂・上前に薄ピンクの梅模様が、白い霞のように入っている。遠めにも白がよく目立つ。
- 2002年度 「赤」 袖口・上前に黄色と紫色の梅がぽつぽつと描かれている。袂が無地なのでおとなしい印象。
- 2003年度 「青」 袖・袂・上前に白黒金で大小の梅が描かれている。使用色が少なくシックだが色鮮やか。
- 2004年度 「赤」 例年よりもローズ系の赤。袂・上前に牡丹のような大きく丸い梅が黒を基調に描かれている。
- 2005年度 「黄」 右袖・裾は茶色と苔色。上前にパステル系の梅が咲く。格子柄の地紋がくっきりと見てとれる。
- 2006年度 「桃」 赤地にピンクと白の小梅を全体にあしらった総柄の振袖。総柄は梅大使史上初。遠目では桃色。
- 2007年度 「紫」 袖・袂・上前に白ピンク若葉色の梅と熨斗模様が伸びやかに描かれている。紫の地は金ラメ入り。

4月～12月は主に洋服での勤務となる。最初の数年は、赤や白のスーツであったが、2004年度から毎年同一となった。丈の長いピンクのスーツに黒いスカート。襟元に水玉スカーフ（白地に黒）を蝶結びする。
2012年から、年間を通じて和服での勤務となった。